# Alenka Bratušek
Alenka Bratušek   (Celje, 31 de març de 1970) és una política eslovena. Va ser primera ministra d'Eslovènia des del març de 2013 fins al maig de 2014, la primera dona a Eslovènia que va ocupar aquest càrrec. Va ser presidenta pro tempore del partit Eslovènia Positiva des de gener de 2013 fins a abril de 2014. El 5 de maig de 2014, Bratušek va presentar la seva dimissió com a primera ministra.

## Biografia
Bratušek va néixer a Celje. Va estudiar a la Facultat de Ciències Naturals i Tecnologia de la Universitat de Ljubljana. Continuant els seus estudis a la Universitat de Ljubljana, va obtenir un màster en gestió a la Facultat de Ciències Socials. Abans d'entrar en política, va exercir durant sis anys com a responsable de la Direcció dels Pressupostos de l'Estat del Ministeri d'Hisenda.
El març de 2013, una persona anònima va criticar Bratušek perquè no havia citat cap font en una pàgina del seu treball de fi de màster. La seva obra té 88 pàgines amb 34 fonts enumerades, però els periodistes només van comptar les 11 que havien estat citades; entre aquestes hi havia documents interns de l'empresa Javni gospodarski zavod Brdo, on va ser membre i després presidenta del consell d'administració. Els periodistes de Slovenske novice també van repassar el seu treball i van escriure que Bratušek havia plagiat una pàgina de l'obra d'un altre autor (sobre la classificació del benestar de Gøsta Esping-Andersen) sense citar-la. La seva alma mater, la Facultat de Ciències Socials, va iniciar una investigació sobre un presumpte plagi. La comissió investigadora va concloure que Bratušek en la seva tesi de màster havia utilitzat obres d'altres autors en contra dels mètodes de citació actuals, però basant-se en una avaluació crítica del material i les fonts recollides no es podia establir de manera experta i científica que la tesi no fos el resultat del seu treball.

## Carrera política
El 2006 es va presentar a les eleccions locals a la llista de la Democràcia Liberal d'Eslovènia (LDS) i va ser escollida a l'ajuntament de Kranj. El 2008, Bratušek es va presentar sense èxit al Parlament a la llista del partit social liberal Zares. A les següents eleccions locals, l'any 2010, va canviar de partit, i aquesta vegada es va presentar a la Llista d'Hermina Krt i va tornar a ser escollida a l'ajuntament de Kranj. A les eleccions parlamentàries anticipades de 2011, va ser escollida a la llista del partit Eslovènia Positiva. Durant el seu mandat parlamentari va ser la presidenta de la Comissió parlamentària de control pressupostari.
El 17 de gener de 2013, Bratušek va ser elegida presidenta del partit Eslovènia Positiva després que el seu líder i fundador Zoran Janković renunciés temporalment a totes les funcions del partit després de les al·legacions presentades per l'informe oficial de la Comissió per a la Prevenció de la Corrupció. També després de l'informe, el govern del líder de centredreta Janez Janša va rebre un vot de censura.
El 10 de setembre de 2014, Bratušek va ser nomenada per ser una de les vicepresidentes de la Comissió Europea sota la presidència de Junker, però la seva nominació va ser rebutjada el 8 d'octubre de 2014, sobretot per la seva falta d'experiència.

### Primera ministra

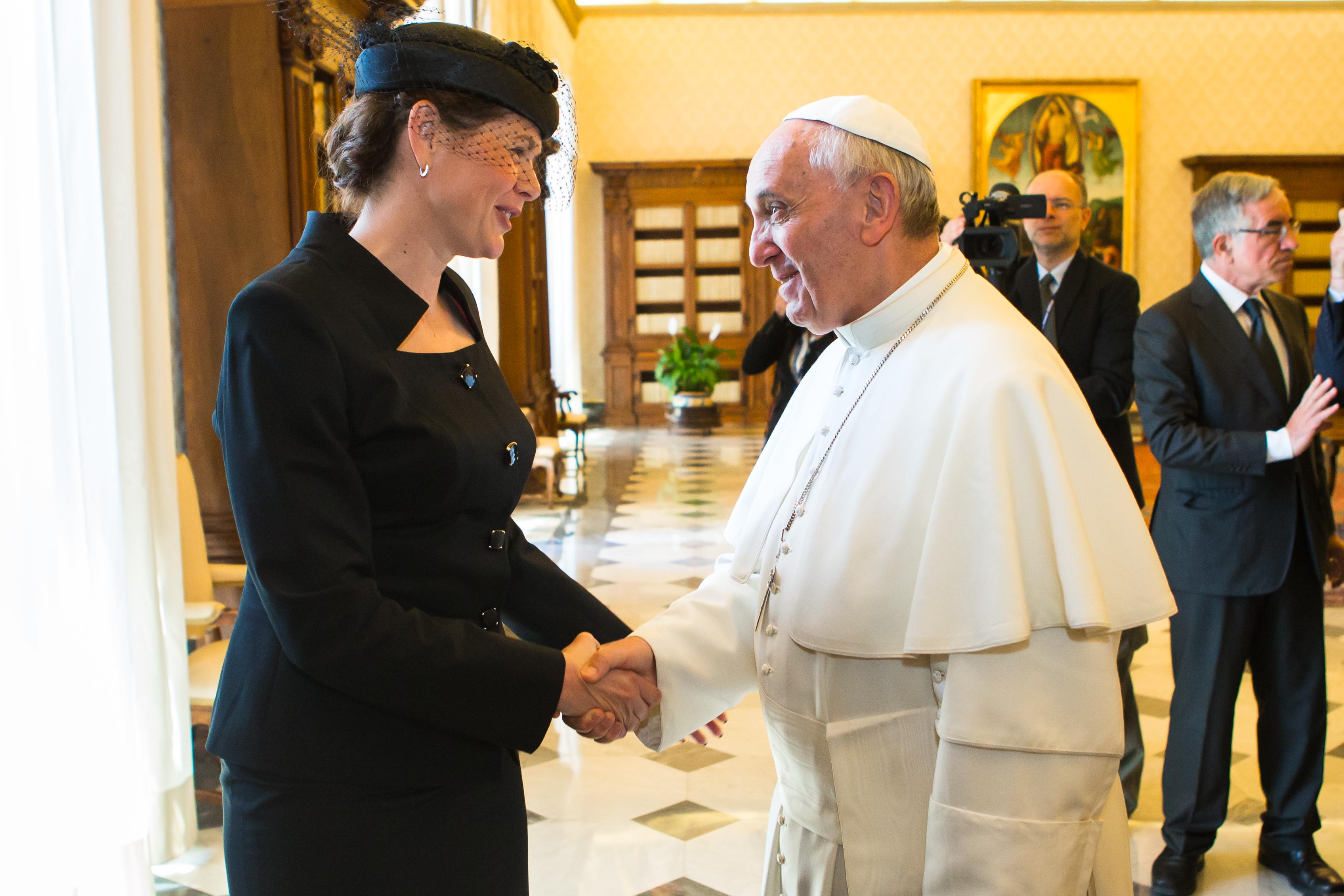
Alenka Bratušek saluda el Papa Francesc

El 27 de febrer, Bratušek va ser elegida primer ministre designada per formar un nou govern d'Eslovènia. El Partit Demòcrata Eslovè de centredreta va respondre en una piulada que "el seu govern no durarà més que la longitud de la seva faldilla". Alenka Bratušek va exercir com a primera ministra des de març de 2013 fins a abril de 2014. Gregor Virant va felicitar el resultat de la votació, afirmant que permetria avançar a Eslovènia. Els mitjans estrangers van pensar que seria difícil per a Bratušek formar un nou govern i van preguntar si continuaria amb les reformes iniciades pel govern de Janša.
Es va formar una nova majoria parlamentària, formada pel PS i els socialdemòcrates. El 20 de març, Bratušek va formar govern.
En intentar evitar un rescat financer, el seu govern va guanyar un vot de confiança per 50 a 31 el 15 de novembre.
El 29 d'abril de 2014 va renunciar a Eslovènia positiva, després de perdre la direcció del partit davant Zoran Janković el 26 d'abril. Arran d'aquests fets, Bratušek va anunciar la seva dimissió com a primera ministra, que va entrar en vigor el 5 de maig de 2014. El 5 de maig, va presentar oficialment la seva carta de dimissió, provocant discussions sobre unes eleccions anticipades més tard el 2014. Es va convertir en la primera primera ministra eslovena a renunciar al càrrec; la seva dimissió va entrar en vigor el 8 de maig.
El 31 de maig de 2014 va formar el seu propi partit Alliance of Alenka Bratušek (Zavezništvo Alenke Bratušek ; ZaAB). A les següents eleccions al juliol, ZaAB va guanyar quatre escons a l'Assemblea Nacional, inclòs un per a Bratušek.

### Comissió Europea
En els seus darrers dies com a primera ministra, Bratušek es va presentar a si mateixa per al càrrec de vicepresidenta de la Comissió Europea sota la presidència de Junker, però el 8 d'octubre de 2014, després d'una difícil audiència de confirmació davant el Parlament Europeu, la seva nominació va ser rebutjada, amb 122 dels 135 vots en contra de la seva nominació. El primer ministre eslovè Miro Cerar va nomenar una altra candidata, l'empresària eslovena Violeta Bulc.

## Vida familiar
Bratušek viu amb la seva parella a Kranj. Té un fill i una filla. El seu fill, Oskar Cvjetičanin, és futbolista i juga a l'acadèmia de Southampton.